# Matteo Dall'Osso
Matteo Dall'Osso (Bologne, 18 mai 1978) est un homme politique italien. Il est atteint de sclérose en plaques.

## Biographie
En 2013, il est élu député de la circonscription Émilie-Romagne pour le Mouvement 5 étoiles, il est réélu en 2018 et rejoint le mouvement Forza Italia.